# Miho Nakayama
Miho Nakayama (japanisch 中山 美穂 Nakayama Miho; * 1. März 1970 in Saku; † vor dem oder am 6. Dezember 2024 in Tokio) war eine japanische Sängerin, Schauspielerin und Musikerin, die in den 1980er- und 1990er-Jahren als J-Pop-Idol bekannt wurde und später durch ihre Rolle im Film Love Letter internationale Aufmerksamkeit erlangte.

## Leben
Nakayama wurde 1970 in Japan geboren. Sie wurde in den 1980er-Jahren als Teenager-Idol der J-Pop-Szene bekannt und veröffentlichte in dieser Zeit eine Reihe erfolgreicher Singles und Alben. Später heiratete sie den Musiker und Autor Hitonari Tsuji, mit dem sie einen Sohn hatte. Die Ehe bestand seit 2002 und war längere Zeit durch Aufenthalte im Ausland, insbesondere in Paris, geprägt. Nach etwa zwölf Jahren standen Nakayama und Tsuji vor einer Scheidung, wobei sie laut Berichten versuchten, zugunsten des Kindes eine einvernehmliche Lösung zu finden.
Am 6. Dezember 2024 wurde Nakayama leblos in der Badewanne ihres Hauses in Tokio aufgefunden, nachdem sie einen am selben Tag geplanten Auftritt in Osaka aus gesundheitlichen Gründen abgesagt hatte. Die herbeigerufenen Sanitäter stellten vor Ort ihren Tod fest.

## Wirken
Nakayamas Karriere als Sängerin fiel in eine Phase, in der J-Pop sowohl national als auch international an Einfluss gewann. Zu ihrer musikalischen Laufbahn gehörten in den 1980er-Jahren zahlreiche erfolgreiche Veröffentlichungen, die sie zu einer der populärsten jungen Künstlerinnen Japans machten. In den 1990er-Jahren wandte sie sich vermehrt anspruchsvolleren Balladen zu, während sie zugleich ihre Schauspielkarriere ausbaute. Mit ihrer Hauptrolle im Film Love Letter (1995), in dem sie eine Doppelrolle verkörperte, erreichte Nakayama breite Anerkennung bei Publikum und Kritik. Die Produktion erwies sich als großer kommerzieller Erfolg und brachte ihr mehrere Auszeichnungen ein, darunter bedeutende Filmpreise in Japan. In den folgenden Jahren übernahm sie weitere Filmrollen, darunter die Hauptrolle in Tokyo Biyori, wofür sie 1998 für den Japanischen Filmpreis nominiert wurde. Im Jahr 2019 meldete sie sich musikalisch nach langer Pause mit einem neuen Studioalbum zurück und war im selben Jahr in einer kleineren Filmrolle zu sehen.

## Filmografie (Auswahl)
- 1985: Bi bappu haisukuru
- 1995: Love Letter
- 2022: Mahou no Rinobe (Fernsehserie, 1 Episode)